# Betty Buckley

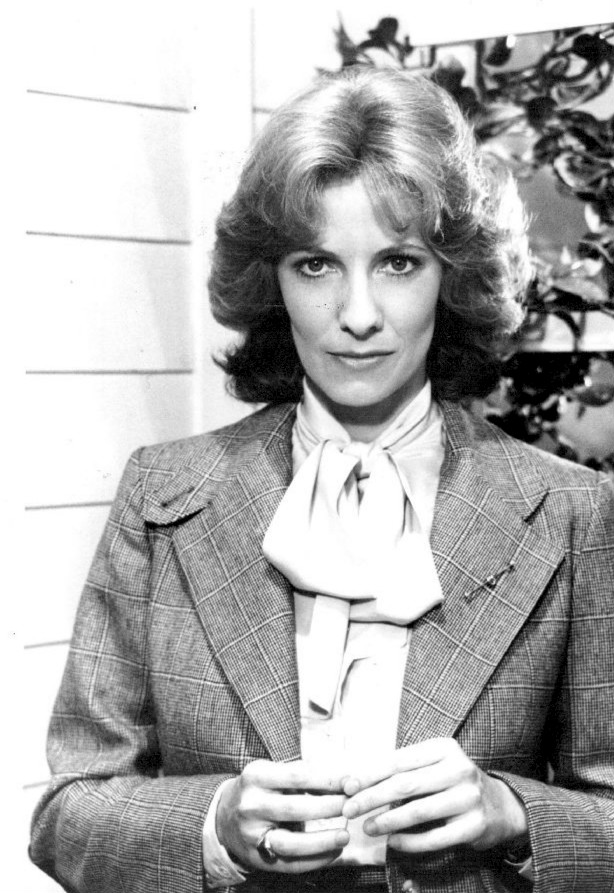
Betty Buckley in 1977

Betty Lynn Buckley (Big Spring, 3 juli 1947) is een Amerikaanse actrice.

## Biografie
Buckley werd geboren in Big Spring en groeide op in Fort Worth, zij was de oudste van vier kinderen. Buckley heeft gestudeerd aan de Texas Christian University (TCU) in Fort Worth. Tijdens haar studie aldaar deed zij mee aan een lokale schoonheidswedstrijd en won deze, hierna werd zij naar een schoonheidswedstrijd van de staat Texas gestuurd waar zij niet de eerste werd. Zij werd wel uitgenodigd om deel te nemen aan de Miss America verkiezing in Atlantic City (New Jersey). Hier werd zij opgemerkt door een scout . Na haar afstuderen aan de TCU ging zij reizen door Azië om daar soldaten te bezoeken die gewond waren geraakt in de Vietnamoorlog. Toen zij terugkeerde naar Amerika heeft zij een tijd gewerkt als verslaggeefster voor een lokale krant. In 1969 verhuisde zij naar New York om zich te gaan richten op het acteren.
Buckley was van 1972 tot en met 1979 getrouwd. Nu woont zij op een ranch in Texas waar zij haar grote hobby kan uitoefenen, namelijk werken met paarden.

## Filmografie

### Films
Uitgezonderd korte films.
- 2025 By Design - als Cynthia
- 2024 Imaginary - als Gloria
- 2016 Split - als dr. Karen Fletcher
- 2011 5 Time Champion – als Fran
- 2008 The Happening – als mrs. Jones
- 2005 Vinegar Hill – als Mary Margaret Grier
- 2004 Mummy an' the Armadillo – als Let
- 2002 Noon Blue Apples – als Rose Kross
- 1999 Simply Irresistible – als tante Stella
- 1998 Of Love & Fantasy – als dr. Tania Brandt
- 1996 Critical Choices – als dr. Margaret Ludlow
- 1994 Wyatt Earp – als Virginia Earp
- 1994 Betrayal of Trust – als dr. Jan Galanti
- 1994 Last Time Out – als Maxine Black
- 1992 Rain Without Thunder – als Beverly Goldring
- 1992 Bonnie & Clyde: The True Story – als mrs. Parker
- 1989 Babycakes – als Wanda
- 1988 Another Woman – als Kathy
- 1988 Frantic – als Sondra Walker
- 1987 Roses Are for the Rich – als Ella
- 1987 Wild Thing – als Leah
- 1984 The Three Wishes of Billy Grier – als Nancy Grier
- 1983 Tender Mercies – als Dixie
- 1981 The Ordeal of Bill Carney – als Barbara Slaner
- 1977 The Rubber Gun Squad – als Rosie
- 1976 Carrie – als miss Collins

### Televisieseries
Uitgezonderd eenmalige gastoptredens.
- 2021 – 2022 Law & Order: Special Victims Unit – als chief Lorraine Maxwell – 6 afl.
- 2017 - 2020 Supergirl - als Patricia Arias - 4 afl.
- 2018 Preacher - als Gran'ma - 10 afl.
- 2011 – 2013 Pretty Little Liars – als Regina Marin – 2 afl.
- 2006 – 2008 Law & Order: Special Victims Unit – als advocate Walsh – 3 afl.
- 2001 – 2003 Oz – als Suzanne Fitzgerald – 18 afl.
- 1992 Square One TV – als Sally Storm – 3 afl.
- 1991 L.A. Law – als Elisa Chandler – 2 afl.
- 1985 Evergreen – als mrs. Bradford – 3 afl.
- 1977 – 1981 Eight Is Enough – als Sandra Sue Abbott Bradford – 102 afl.

## Theaterwerk opBroadway
- 1997 – 1998 Triumph of Love – als Hesione
- 1994 – 1997 Sunset Boulevard – als Norma Desmond (understudy)
- 1988 Carrie – als Margaret White
- 1985 – 1987 The Mystery of Edwin Drood – als Edwin Drood / Alice Nutting
- 1985 – 1986 Song and Dance – als Emma (understudy)
- 1982 – 2000 Cats – als Grizabella
- 1972 – 1977 Pippin – als Catherine (understudy)
- 1969 – 1972 1772 – als Martha Jefferson

- Bibsys: 98067209
- Biblioteca Nacional de España: XX1177251
- Bibliothèque nationale de France: cb141600275 (data)
- Gemeinsame Normdatei: 134339428
- International Standard Name Identifier: 0000 0001 0929 5798
- Library of Congress Control Number: n87106751
- MusicBrainz: 3b0934fc-492a-44e9-9442-06d08ca03a24
- Nationale Bibliotheek van Tsjechië: xx0173002
- Nationale Bibliotheek van Israël: 987007433876105171
- Nederlandse Thesaurus van Auteursnamen: 074608665
- SNAC: w6qc0s87
- Système universitaire de documentation: 132607107
- Virtual International Authority File: 102340167
- WorldCat: E39PBJyx9KxT9CqRtRYr3CJVYP